# Spider-UK
Spider-UK es el nombre de dos personajes británicos de una realidad alternativa que aparecen en los cómics estadounidenses publicados en Marvel Comics.
El primer personaje, Billy Braddock de Spider-UK se presenta como una variante de Spider-Man del Captain Britain Corps del Earth-833, y eventual líder de los Web Warriors, mientras que la versión Zarina Zahari de Spider-UK se presenta como una miembro de W.H.O. con base en Gran Bretaña de Earth-834, que es reclutada por Madame Web del Earth-834 para proteger el Spider-Verse.

## Historia de publicación
La versión Billy Braddock de Spider-UK apareció por primera vez en Edge of Spider-Verse #2, como uno de los personajes principales de la historia "Spider-Verse" y fue creada por Jason Latour y Robbi Rodriguez.
La versión Zarina Zahari de Spider-UK apareció por primera vez en Edge of Spider-Verse Vol. 2 #1 y fue creada por Ramzee y Zoe Thorogood.

## Biografía de personajes de ficción

### Billy Braddock
William Braddock, originario de Tierra-833, es uno de los nuevos reclutas del Capitán Britania Corps que opera como Spider-UK. Escaneando otros universos durante el arco argumental "Spider-Verse", ha visto las muertes de versiones alternativas de Spider-Man a manos de los Inheritors. El Heredero Jennix detecta a Billy observándolos e inmediatamente corta la alimentación del escáner. Mientras Saturnyne y Lady Roma discuten sus preocupaciones sobre las Incursiones que están destruyendo muchas dimensiones, Spider-UK intenta explicarle sobre las matanzas de las Arañas en todo el multiverso. Él es rechazado por Saturnyne, pero un simpático Roma le da un talismán que le permite viajar a través de la red de la vida con el fin de salvar a las Arañas restantes.
Spider-UK fue visto por primera vez habiendo llegado a Tierra-65 donde ve a Spider-Woman como posible recluta para el ejército de Spider-Men. Más tarde, Spider-UK acompaña a Spider-Woman, Spider-Girl, Spider-Man 2099, Spider-Girl de Tierra-982, y Spider-Ham a reunirse con Spider-Man y Silk. Spider-UK les explica que son las Arañas de otras dimensiones y que todas las hebras de la Gran Telaraña están convergiendo en Tierra-616 Peter. Spider-UK le dice que Daemos, el hermano mayor de Morlun, está llegando a Tierra-616 y todos se dirigen a un portal a otra dimensión. Cuando están en Tierra-13, Spider-Man es informado por Spider-UK y el Spider-Man de Tierra-13 que nunca perdió la Enigma Force de que se avecina una guerra y que Spider-Man es el mejor Spider-Man de todos. Se explica por Spider-UK y Spider-Man de Tierra-13 que Spider-Man es el único Spider-Man que se enfrentó a un Heredero y ganó. Spider-UK obtiene una lectura sobre el segundo equipo y Old Man Spider-Man de Tierra-4 dice que tienen que actuar con rapidez para reclutarlos.
Cuando Morlun y su padre Solus atacan Tierra-13, Spider-UK llama a Spider-Man y le dice que la Zona Segura se ha perdido. Kwaku Anansi de Tierra-7082 es un tótem arácnido que es reclutado por Spider-UK. Antes de que pueda unirse, Anansi necesita engañar a un semidiós Mister Mighty después de robar su oveja, y luego escapar de Shungo el Dios de la Tormenta. En Tierra-TRN521, Spider-UK recluta al Spiderman mexicano llamado Arácnido. En Tierra-3123, Karn es impedido de alimentarse de Spider-Ma'am por Spider-Girl, Spider-UK, Spider-Punk, Spider-Man of India, y Spider-Woman de Tierra-807128.
Spider-UK se convirtió en el único superviviente de Tierra-833 después de que su realidad natal fuera destruida durante el arco argumental Time Runs Out y eligió permanecer en la realidad de los Herederos derrotados junto a Anya Corazón.
Durante el segundo volumen de Spider-Verse] ambientado durante el evento Secret Wars, Spider-UK y Anya Corazón se encontraron en el dominio Battleworld de Arachnia sin recuerdos de cómo llegaron allí. Finalmente formaron equipo con Spider-Woman de Tierra-65, Spider-Ham, Spider-Man Noir y Spider-Man de la India sin que ninguno de ellos recordara su encuentro anterior durante el Spider-Verse original. Después de que Gwen Stacy se reúna con los otros héroes arácnidos tras su visita a Oscorp, son interrumpidos por la llegada de los Seis Siniestros (formados por Doctor Octopus, Electro, Kraven el Cazador, Sandman, Escorpión, y Vulture). Los Seis Siniestros derrotan a los Spider-Men y los llevan ante el alcalde Norman Osborn, quien declara que quiere ayudarlos. Esto provoca que Spider-UK y los demás Spider-Men merodeen por Oscorp durante un tiempo. Spider-UK y los otros Spider-Men se unen a Spider-Woman de Tierra-65 y al Spider-Man de Arachnia para derrotar a Norman Osborn y a los Seis Siniestros.
Tras la conclusión de Secret Wars el equipo de seis Arañas se rebautizará y protagonizará una nueva serie continua llamada Web Warriors, nombre que fue acuñado por Peter Parker de la Ultimate Spider-Man TV series durante el Spider-Verse original.
Durante la trama "Spider-Geddon", Spider-UK ha estado vigilando Tierra-3145 con la ayuda de Spider-Girl, Spider-Punk, Spider-Man: India y el Maestro Weaver. Descubren que los Herederos se han desnutrido desde la última vez que fueron vistos. Mientras Loomworld estaba siendo desmantelado, Spider-UK habla con el Maestro Weaver sobre cómo los otros héroes basados en arañas tienen un mundo al que ir mientras que él perdió su mundo durante las Incursiones ya que ambos se consideran grandes amigos. Los dos son alertados sobre un Motor de Clonación de Herederos en Tierra-616. Ambos descubren lo que está ocurriendo. En Tierra-3145, Jennix ha hecho un buen uso de las cabezas de los robots araña y ha recogido sus transmisores. Como no pueden enviar una señal de muerte al Motor de Clonación del Heredero, Spider-UK aconseja al Maestro Tejedor que llame a los Guerreros de la Telaraña. Como el Maestro Tejedor afirma que nadie puede luchar contra los Herederos y ganar, Spider-UK afirma que morirán intentando evitar que otro mundo sea destruido. Spider-UK se encuentra entre los Web Warriors que llegan a Tierra-616 y llevan a Miles a enfrentarse con Superior Octopus. Cuando Morlun emerge de la máquina de clonación, Spider-UK y Pulpo Superior luchan contra Morlun hasta que Verna emerge y rompe el cuello de Spider-UK para evitar que Morlun sea dañado.
Después de que los Spider-Men alternativos derroten de nuevo a los Herederos, el cuerpo de Billy es enterrado en Tierra-803, el hogar de Lady Araña.

### Zarina Zahari
En una introducción a la historia del Fin del Spider-Verso, Zarina Zahari es una joven y jugadora que vive en el Londres de Tierra-834 que adquirió habilidades arácnidas y se unió a la organización W.H.O. (abreviatura de Weird Happenings Organization) como la Spider-UK de esta realidad. Después de vencer a un wyvern, fue abordada por Madame Web para ayudarla a luchar contra una amenaza Multiversal que va a tener como objetivo a los personajes con poderes arácnidos.

## Poderes y habilidades
La versión de Billy Braddock de Spider-UK tiene poderes similares a los de Spider-Man, que incluyen pegarse y trepar por las paredes, un sexto sentido para el peligro -con el que lucha- y ser capaz de levantar aproximadamente 10 toneladas. También tiene sus propias telarañas. Spider-UK también utiliza un dispositivo interdimensional que le permite viajar a diferentes dimensiones.
La versión Zarina Zahari de Spider-UK puede generar bioelectricidad y lleva unos pendientes especiales para mantener a raya sus habilidades bioeléctricas.

## En otros medios
- La encarnación de Billy Braddock de Spider-UK aparece como personaje jugable en Spider-Man Unlimited.[cita requerida]
- La encarnación de Billy Braddock de Spider-UK aparece como personaje jugable en Lego Marvel Super Heroes 2.[21]
- La encarnación de Billy Braddock del traje de Spider-UK aparece como traje alternativo para el personaje titular de Marvel's Spider-Man.